# Električni brod
Električni brod je brod koji se pokreće elektromotorom, koristeći električnu energiju pohranjenu u akumulatoru ili drugim uređajima za pohranu električne energije. Iako veliku većinu brodova pogoni dizel motor, a popularni su još i benzinski motori i pogon na jedra, brodovi na električni pogon ustvari postoje već 120 godina. Električni brodovi su bili vrlo popularni između 1880-ih i 1920-ih, dok se još nije bio dovoljno razvio motor s unutarnjim izgaranjem. A od energetske krize 1970-ih ponovo vraćaju svoju popularnost, pogotovo od unaprijeđenja fotonaponskih čelija. Koristeći solarnu energiju moguće je napraviti brod na motorni pogon s beskonačnim dometom.

## Povijest

### Rana povijest
Jedan od prvih električnih brodova dizajnirao je 1839., u Sankt-Peterburgu u Rusiji, njemački izumitelj Moritz von Jacobi. Brod je bio dugačak 24 stope i mogao je prevoziti 14 putnika brzinom od 3 milje na sat.

### Zlatno doba
Trebalo je 30 godina razvoja baterije i motora prije nego što je električni brod postao praktičan. Gustav Trouvé, francuski električni inženjer, 1880. patentirao je mali električni motor. Isprva je mislio upotrijebiti taj motor za pogon vesala koja bi onda pokretala sam brod, ali je kasnije ipak zagovarao propeler.
Anthony Reckenzaun konstruirao je prvu značajniju električnu barkasu i nazvao ju „Electricity“. Brod je imao čeličnu oplatu i bio je preko 7 metara dug. Imao je akumulatore za pohranu električne energije. Takvi brodovi su se većinom koristili za izlete po rijeci Temzi.
Moritz Immisch, zajedno s Williamom Keppelom, 1882. godine osnovao je tvrtku koja se specijalizirala za primjenu električnih motora u transposrtu. Oni su naparavili prvu flotu električnih barkasa za iznajmljivanje, te niz stanica za punjenje uz Temzu.
Takve brodove primarno su koristili bogati pojedinci za prevoženje po rijeci. Raskošni brodovi bili su izgrađeni od mahagonije i bogato dekorirani vitrajima, svilenim zavjesama i baršunastim jastucima.
Na Čikaškom svjetskom sajmu 1893. godine 55 barkasa proizašlih iz rada Anthonyja Reckenzauna prevelo je preko milijun putnika.
Električni brodovi tada još uvijek nisu bili namijenjeni za transport preko mora. To su bili isključivo brodovi za mali broj putnika po rijekama i drugim vodama bez valova.

### Propast
Dolaskom vanbrodskih motora s unutrašnjim izgaranjem u dvadesetim godinama prošlog stoljeća, dovelo je do pada popularnosti električnih brodova. Unatoč tome ponegdje su ostali prisutni od tada do danas. Na primjer na Königssee-u, jezeru u jugo-istočnoj Njemačkoj. Tu je procijenjeno da je okoliš preosjetljiv za dizel motore, pa se samo električni brodovi smiju koristiti za plovidbu po jezeru.
Kroz godine je postepeno uveden kombinirani elektro i dizel pogon. Tako moderni prekooceanski brod Queen Mary 2 korsiti samo elektromotore, dok se akumulatori pune pomoću dizel i plinskih turbina.
Brodovi pogonjeni isključivo na električnu energiju stagnirali su sve dok Duffy Electric Boat Company of California nije počela masovno proizvoditi male električne brodice 1968. Danas oni proizvode više od 300 brodova na godinu.
Brodovi na solarni pogon nisu se pojavili do 1980-ih.

## Komponente

### Punjač
Potrebno je iz nekog izvora dobaviti električnu energiju za punjenje baterije
- Punjač izmjenične struje omogućava brodu da se puni s obale kad god je to moguće. Stanice za punjenje električnom energiju podliježu vrlo oštrim ekološkim kontrolama. Kupovanjem „zelene struje“ moguće je pogoniti brod obnovljivom energijom.
- Fotonaponski paneli se mogu ugraditi u brod na palubu ili krov kabine. Neki takvi paneli su dovoljno fleksibilni da ih se može ugrađivati na zakrivljene površine, ali oni krući su efikasniji po pitanju pretvorbe solarne energije u električnu. Efikasnost panela također drastično opada ako nisu uperene direktno u sunce.
- Generator koji se tegli mogu koristiti brodovi koji imaju i pogon na jedra. Tada tijekom plovidbe na jedra generator se uroni u vodu i strujanjem vode puni akumulator.
- Vjetroturbine su česte na jahtama i dobro su primjenjive na električne brodove. Postoje određene sigurnosne mjere koje se moraju zadovoljiti. Mora biti dovoljno veliki brod da turbina ne ugrožava putnike, te brod mora biti dovoljno stabilan da ga nalet vjetra ne prevrne zbog te vjtroturbine. Teoretski dovoljno velika vjetroturbina mogla bi potpuno pogoniti brod.
- Punjenje motorom s unutrašnjim izgaranjem, podrazumijeva punjenje akumulatora zasebnim motorom s unutrašnjim izgaranjem, a sam brod pogone elektromotori.

U svakom slučaju potreban je regulator punjenja. On osigurava da se akumulatori optimalno pune i da ne dolazi do pregrijavanja ili prekomjernog punjenja.

### Baterije
- Olovne baterije
- Nikal metal hidridne, litij ionske baterije
- Gorivi članci

Tehnologij baterija strelovito napreduje, te se mogu u bliskoj budućnosti očekivati i kvalitetnija rješenja. Veličina baterije najviše utječe na sam domet broda. Ali fotonaponski paneli i vjetroturbine omogućavaju punjenje na moru, te time povećanje dometa.

### Regulator brzine
Da bi se brod mogao koristiti potreban je regulator brzine (naprijed/nazad/izvan brzine).

### Elektromotor
Postoji širok raspon elektromotora u upotrebi. Tradicionalni istosmjerni elektromotori s namotajima prvi su ušli u upotrebu, a koriste se još i danas. Danas mnogi brodovi koriste i istosmjerne motore s permanentnim magnetima zbog njihove male težine. Prednosti oba motora je što se mogu regulirati elektronički, ali im to i nije poitrebno. Neki brodovi koriste motore na izmjeničnu struju ili motore s permanentnim magnetima bez četkica. Prednost ovih motora je da ne trebaju komutator za pretvorbu struje u izmjeničnu, ali zato zahtijevaju elektroničku regulaciju i visoki napon za što je potrebna dobra izolacija.

## Zagađivanje okoliša
Sve komponente broda moraju se proizvesti i, kada postanu otpad, nekako ih se treba riješiti. Ti procesi uzrokuju određeno zagađenje okoliša, te postoji mišljenje da upravo električni brodovi svojom proizvodnjom i otpadom zapravo više zagađuju okoliš od brodova na motore s unutrašnjim izgaranjem.

### Proizvodnja električne energije
Za proizvodnju električne energije se često koriste fosilna goriva, što znači da se time zagađuje okoliš. Nadalje za izgradnju stanica za punjenje i ugradnju kablova za transport električne enrgije potrebno je uništiti dio okoliša. Ali može se i ustvrditi da brodovi na motore s unutrašnjim izgaranjem također trebaju odnekuda dobivati gorivo, a infrastruktura potrebna za transport fosilnih goriva je puno štetnija za okoliš od one za transport električne energije.

### Efikasnost
Iako je točno da električni motori gube na efikasnosti opetovanim korištenjem, snaga potrebna za vožnju po rijeci u prosjeku iznosi 1,5 kW, te dizel motor od 60 konjskih snaga koji proizvodi samo 1,5 kW radi s puno manjom efikasnošću od elektromotora iste snage.

### Baterije
Zbrinjavanje baterija i akumulatora predstavlja vrlo veliki ekološki problem. Ako bi brod potonuo, njegov akumulator bi uzrokovao vrlo veliko zagađenje tog ekosustava. Nasuprot tome, električni brodovi imaju istu vjerojatnost da potonu, kao i brodovi na motore s unutrašnjim izgaranjem, a ulja i gorivo iz takvih brodova isto zagađuju okoliš.
Proizvodnja baterija je također veliki zagađivač, zbog štetnih kemijskih spojeva koji su potrebni.

## Solarni brodovi
Vjerojatno prvi praktični solarni brod izrađen je 1975. u Engleskoj.
Planet Solar je najveći brod na na solarnu energiju na svijetu i dosad jedino vozilo na solrani pogon koje je prešlo put oko svijeta. Izgrađen 2010. godine, Planet Solar je katamaran dug 35 i širok 26 metara. Električnu energiju dobiva iz 537 kvadratnim metara fotonaponskih panela raspoređenih po njegovoj oplati.
Nippon Yusen, japanska tvrtka koja se bavi pomorskim transportom, objavila je da namjerava ugraditi fotonaponske panele snage 40 kW, transportni brod koji će prevoziti automobile za Toyota Motors kompaniju.